# Gerhard Nestler (Komponist)
Gerhard Nestler (* 22. September 1900 in Frankenberg/Sachsen; † 4. Juni 1983 in Baden-Baden) war ein deutscher Musikpädagoge und Komponist.

## Leben und Werk
Gerhard Nestler studierte an der Universität und am Konservatorium in Leipzig. 1924 promovierte er in Kunstwissenschaft. Er wirkte von 1924 bis 1933 als Theaterkapellmeister. Von 1935 bis 1945 wirkte Nestler als stellvertretender Leiter der Theaterakademie Karlsruhe und Leiter deren Opernschule. 1946 wurde er Dozent an der Musikhochschule Karlsruhe, die er von 1957 bis 1965 leitete. Er übernahm gleichzeitig musikgeschichtliche Vorlesungen an der Technischen Hochschule Karlsruhe.
Von 1946 bis 1970 war Gerhard Nestler akademischer Musikdirektor der Technischen Hochschule. 1967 wurde er dort zum Honorarprofessor ernannt.
Gerhard Nestler komponierte „Bühnenmusiken zu Goethes Faust“ (Karlsruhe 1954) und zu Hugo von Hofmannsthals „Jedermann“ (Karlsruhe 1956), Kammermusik und Lieder. Er veröffentlichte „Das Erklären von Werken der Musik“ (Freiburg im Breisgau und Zürich 1951) und die „Form in der Musik“ (Freiburg im Breisgau und Zürich 1955).
Er veröffentlichte weiterhin „Der Stil in der Neuen Musik“ (Atlantis Musikbücherei, o. Nr., Freiburg im Breisgau 1958), „Geschichte der Musik“ (Gütersloh 1962) und „Neues vom Klang“ (in: Melos XXXV, 1968).